# Prionopelta opaca
Prionopelta opaca é uma espécie de formiga do gênero Prionopelta.